# Маган II
Маган II Кейта (манд. Maghan II) — 16-й манса Мали, правивший с 1387 по 1389 год.

## Биография
Он был сыном Мари Диаты II. Маган II унаследовал трон от своего брата Мусы II и правил всего два года. В 1389 году военачальник империи Мали Сандаки поднял восстание и узурпировал престол, убив Магана II.